# Andreas Heldmann
Andreas Heldmann (* 1688 in Birthälm; † 1770 in Holm) war ein siebenbürgisch-sächsischer Historiker und Germanist.

## Leben
Heldmann wurde am 1. Februar 1688 getauft. Seine Ausbildung erhielt er zunächst bis 1709 am Gymnasium von Mediasch. Er wechselte an das Gymnasium von Hermannstadt. Dort wurde er 1711 zum Historiographen ernannt, was zur Folge hatte, dass er einmal im Monat den jüngeren Mitschülern über ein historisches Thema referieren musste. Am 6. Dezember 1711 verließ er Hermannstadt um sich an Universitäten weiterzubilden. Er schloss sich allerdings wohl schwedischen Truppen an und gelangte so nach Uppsala. Erstmals war er dort 1713, allerdings wurde er an der Universität Uppsala erst 1715 immatrikuliert.
Heldmann erhielt 1719 eine Anstellung als Lektor für die deutsche Sprache an der Universität Uppsala und behielt diese Stellung bis 1750. Er war dort außerdem Gantmeister an der Hochschule. 1731 erlangte Held den philosophischen Magistergrad. Er soll eine große Familie gehabt haben. Er verstarb in Holm vor dem 5. Februar 1770.

## Werke (Auswahl)
- Der für Schweden, wie nöthig- so nützlich-folglich auch rühmliche Neustädter Friede, errichtet und geschlossen, als man schrieb: FreDerICh reX sVeCorVM; ausz unterthänigster Pflicht aber und demüthigstem gehorsam vorgestellet und gesungen, Uppsala 1722.
- Disputatio historica de origine septemcastrensium Transilvaniae Germanorum, Uppsala 1726.
- Grammatica Germanica Suethizans, Stockholm und Uppsala 1726.
- Versuch einer schwedischen Grammatik, Uppsala 1738.
- Testamente tui den Svenska Ungdomen. Stockholm 1749.